# Njörun
Njörun (norreno: Njǫrun) era una dea (presumibilmente vanica) poco conosciuta della mitologia norrena, attestata solo nell'Edda in Prosa e in alcune kenningar dell'Edda poetica. Gli studiosi ritengono che il suo nome sia etimologicamente connesso al dio maschile Njörðr e al proto-germanico Nerthus e che potrebbe trattarsi della personificazione della terra o della sorella-moglie di Njörðr.

## Attestazioni
Nell'Edda di Snorri Njörun è enumerata nella lista delle Asinie (ásynja), ma non vengono fornite altre informazioni su di lei. Altre attestazioni del nome ricorrono nelle kenningar che indicano le donne, presenti nel Krákumál, nell'Íslendinga saga, Njáls saga e nella Harðar saga, e in opere di altri poeti. Esempi di kenningar sono Eld-Njörun (Njörun del fuoco) e Draum-Njörun (Njörun del sogno).

## Teorie
Njörun è una figura misteriosa di cui non si sa nulla e la quale si sospetta essere soltanto un'invenzione posteriore. Altri studiosi hanno ipotizzato che il nome derivi dalla radice njǫr, che prende origine da Nerthus, la dea proto-germanica della terra descritta in Tacito, e da cui deriva Njǫrðr. Inizialmente forse Njǫrðr era quindi una divinità femminile della terra, poi trasformata in maschile e patrono del mare.
Un'altra teoria è che Njörun possa essere semplicemente la controparte femminile di Njǫrðr, da cui prende il nome. Un processo simile avveniva, per esempio, nella religione micenea dove i nomi delle mogli degli dèi erano resi al femminile (Diwe/Diwio/Zeus → Diwia). Allo stesso modo Njǫrðr potrebbe aver dato origine a Njörun con l'aggiunta del suffisso -un. Come però è stato notato, Njörun e Gefjun sono le uniche dee norrene a presentare questo suffisso, e Gefjun non è in coppia con un altro dio. Le altre coppie divine che presentano la stessa etimologia sono Fjörgyn and Fjörgynn, Ullr e Ullinn, e le divinità alto-germaniche Phol e Volla (poi Fulla).

## Sorella-moglie di Njörðr
La sorella-moglie di Njörðr è colei che, in seguito a un rapporto incestuoso con il fratello, diede alla luce i gemelli divini Freyr e Freyja. Questa figura sconosciuta e senza nome è ampiamente presente nelle fonti norrene, in primo luogo nelle due Edde, nella Ynglinga saga, nel Lokasenna. Sia lei sia Njörðr appartenevano alla stirpe dei Vanir, dove i matrimoni tra fratelli erano la norma.
Ricostruire la figura di questa divinità è reso difficile non solo dalla carenza di informazioni nelle fonti, ma anche da alcune contraddizioni. Per esempio, nello Skírnismál Freyr è figlio di Njörðr e della gigantessa Skaði.
Nella Ynglinga saga, dove Snorri Sturluson fornisce un'interpretazione evemeristica della mitologia norrena, Freyr e Freyja sono chiaramente i figli di Njörðr e della sua anonima sorella:
| Þá er Njǫrðr var með Vǫnum, þá hafði hann átta systur sína, því at þat váru þar lǫg; váru þeira bǫrn Freyr ok Freyja. | Mentre Njörðr viveva tra i Vanir aveva sua sorella come sposa, poiché questo era usanza tra loro. I loro figli erano Freyr e Freyja. |

Il racconto della Ynglinga continua dicendo che i figli lasciarono Vanaheimr insieme al padre per accompagnarlo come ostaggio dopo la guerra tra Æsir e Vanir.
Anche nel Lokasenna Freyr e Freyja sono frutto di un incesto. Loki infatti accusa Njörðr di aver dormito con la propria sorella:

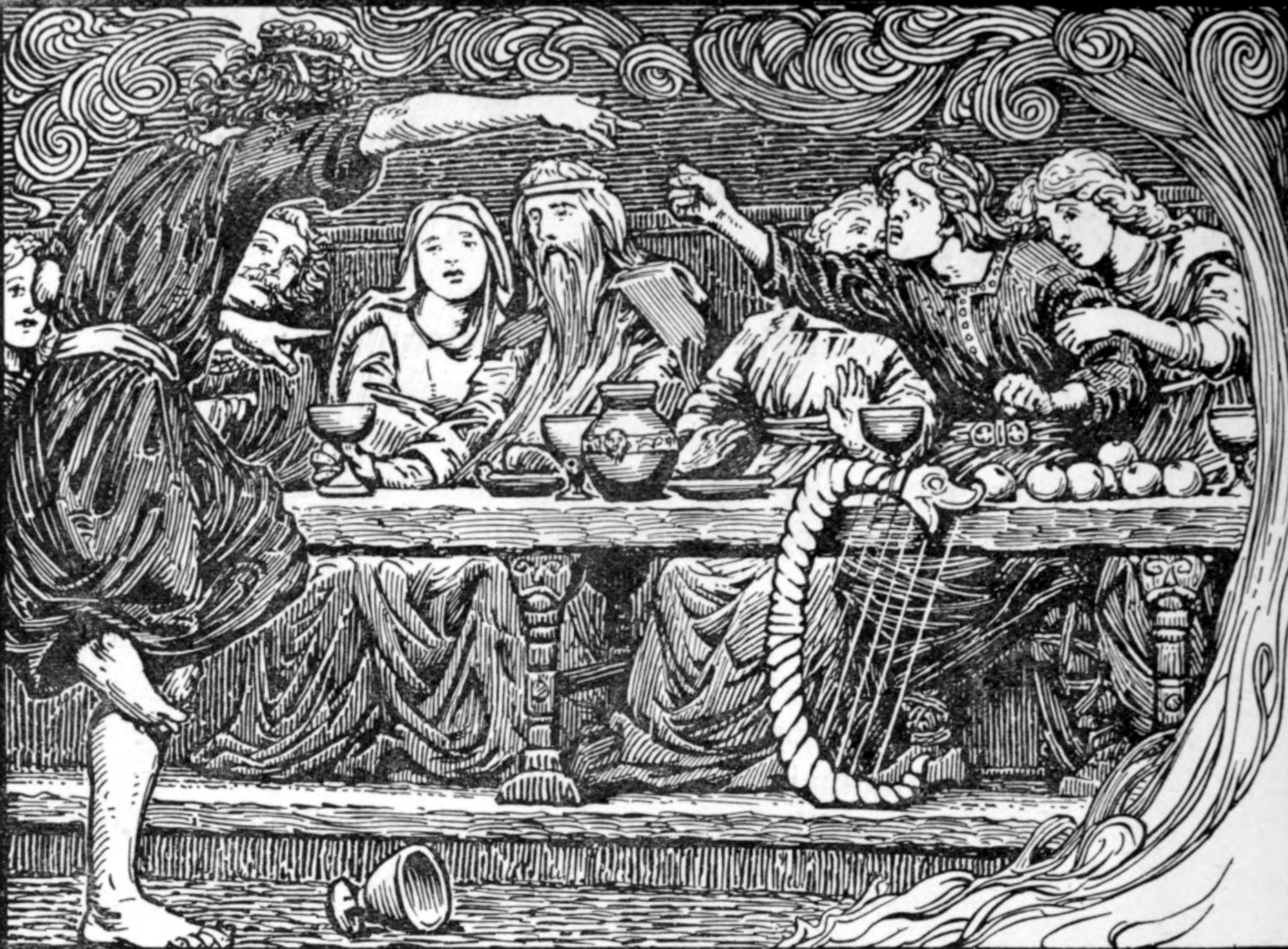
Lokasenna, Loki attacca Bragi, di W.G. Collingwood

| 37 | Loki kvað: Hættu nú, Njǫrðr, haf þú á hófi þik! Munk-a ek því leyna lengr: við systur þinni gaztu slíkan mǫg, ok er-a þó vánu verr. | Disse Loki: Basta ora, Njörðr, non ti esaltare! Non lo nasconderò ai presenti: da tua sorella avesti questo figlio, ed è andata peggio del previsto |

Diversamente dice la Gylfaginning, la prima parte dell'Edda di Snorri. Qui Snorri, contraddicendosi (o più semplicemente attingendo a tradizioni sovrapposte), parla dell'infelice matrimonio tra Njörðr e Skaði, avvenuto dopo che il dio andò a vivere tra gli Æsir, e afferma che Freyr e Freyja nacquero da questa unione.
Sempre nella Lokasenna, Loki allude anche al rapporto incestuoso tra la stessa Freyja e il fratello Freyr.